# Giulio II benedicente

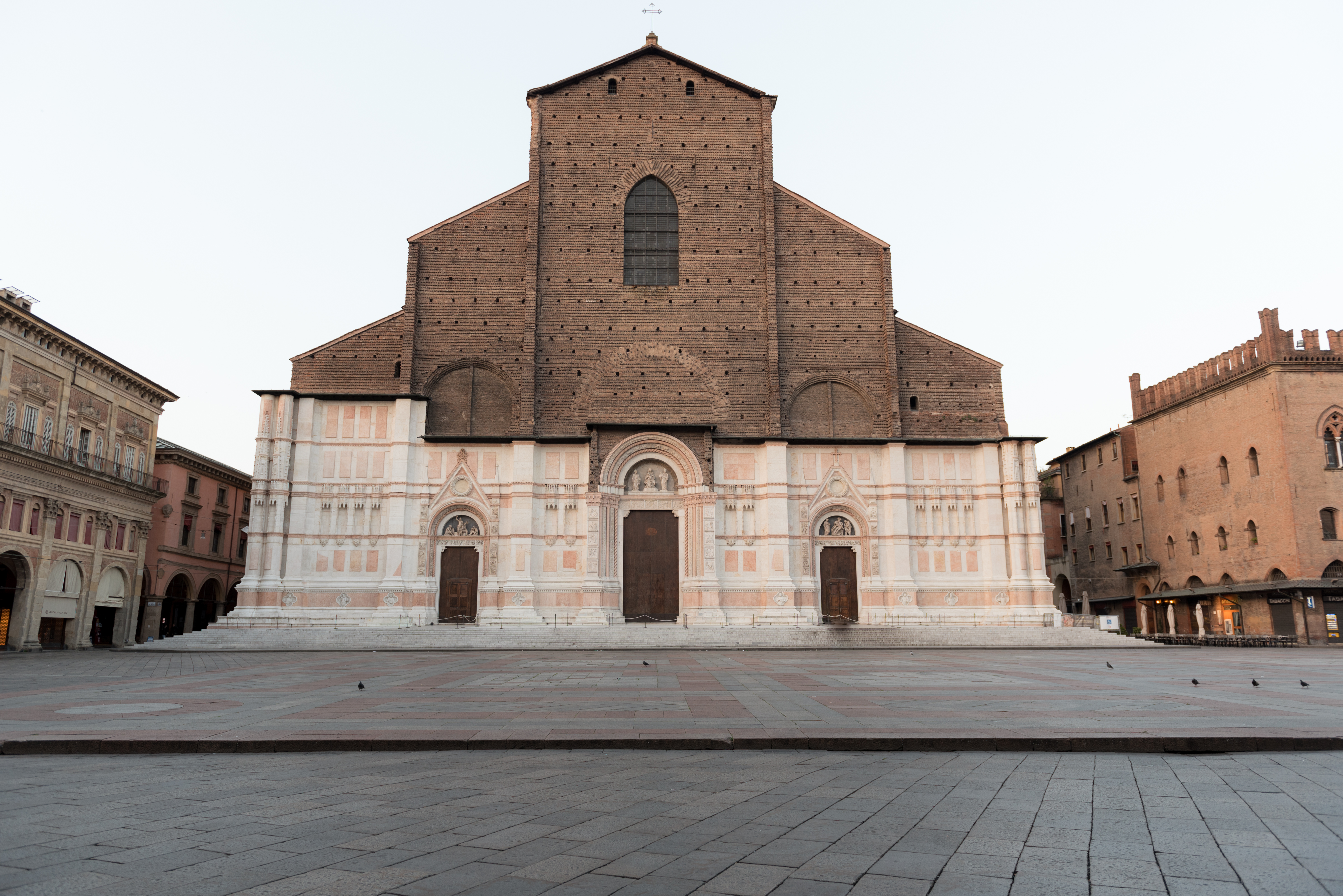
Facciata di San Petronio

Il Giulio II benedicente è stata una delle due statue bronzee di Michelangelo Buonarroti, realizzata nel 1506-1508 e destinata ad ornare il portale maggiore della facciata della basilica di San Petronio a Bologna. Fu distrutta il 30 dicembre 1511, in seguito al ritorno in città dei Bentivoglio. L'altra opera bronzea michelangiolesca, pure essa perduta, fu il David De Rohan.

## Storia
Nel 1506 si recava a Bologna per riappacificarsi con papa Giulio II, dopo la fuga da Roma. Qui il papa, che aveva appena conquistato la città cacciando i Bentivoglio, gli commissionò un suo ritratto in bronzo, in posizione seduta e benedicente, da collocare sulla facciata della principale basilica cittadina, a ricordo e monito dell'autorità papale sulla città.
Michelangelo si mise subito al lavoro, completando l'opera in tempi molto stretti, considerando anche la difficoltà del bronzo. La statua venne issata sopra la Porta Magna il 21 febbraio 1508, entro una nicchia.
Col ritorno dei Bentivoglio in città, l'11 dicembre 1511, la statua venne tirata giù da dei loro seguaci e fatta a pezzi. I frammenti vennero venduti al duca di Ferrara, Alfonso d'Este, che li fece fondere per ricavare una colubrina, chiamata la Giulia.

## Descrizione
Vasari descrisse la statua come alta circa 2,92 metri, ma altre fonti parlano di dimensioni maggiori, dai tre e mezzo agli oltre quattro. Lo stesso Michelangelo, quando descrive la statua nelle sue lettere, parla ora di sei, ora di sette braccia. Pare che il papa fosse in posizione benedicente, ma il suo gesto, forse a causa di uno sguardo troppo severo, più che benevolo appariva minaccioso. In ogni caso un gesto politico chiaro e inequivocabile: con la statua il papa voleva sottolineare che, nonostante la basilica fosse stata creata per volontà civica come simbolo di libertà e autonomia, la città era sotto il dominio papale.
In mancanza di notizie idonee, i tentativi di ricostruirne l'iconografia non possono andare oltre il campo delle semplici ipotesi.